# Winston Hill
Winston Hill é um ex-jogador profissional de futebol americano estadunidense.

## Carreira
Winston Hill foi campeão do Super Bowl III jogando pelo New York Jets.